# GUILTY GEAR ISUKA
『GUILTY GEAR 鶍[ISUKA]』（ギルティギア イスカ）は、アークシステムワークス製作、サミー（経営統合後はセガに移管）発売の2D対戦型格闘ゲーム。GUILTY GEARシリーズの作品である。

## GUILTY GEAR 鶍[ISUKA]
- 2003年12月17日 アーケード版発売
- 2004年7月29日 PlayStation 2版発売
- 2004年12月16日 Xbox版発売
- 2005年11月25日 Windows PC版発売
- 2014年1月17日 Steam版発売（英語版・ボイスのみ日本語、一時期日本国内での購入不可だったが後に制限解除。2016年8月1日に販売休止後、2017年1月10日よりパブリッシャーをアークシステムワークスに変更して販売再開）
- 2014年7月9日 Smart TV Box（クラウドゲームの一種）版発売

## ゲーム内容について
最高4人（1チームは最高2名）のバトルロイヤル形式と2ラインのフィールドが特徴。システム基板はATOMISWAVEであり、同基板用のカードを使用することでプレイデータの確認やEXキャラクターの使用などが可能になった（サービス終了のため現在は出来ない）。家庭用限定であったEXキャラクターを業務用でも使用できたのは現在イスカのみ。ちなみにイスカは漢字で書くと『鶍』。なお、アーケード版のAW-NETサービスはすでに終了している。
バトルロイヤル形式になった為、両サイドに敵がいると言う状況が発生する。これによりキャラクターは自動的に振り向かなくなり、振り向きの操作は新設された振り向きボタンで行う。これに伴いXXシリーズでDだったボタンが振り向きボタンに、DはGGXのようにS+HS同時押し形式に戻り、操作系統は変わったもののXXから引き続き1レバー+5ボタンの操作系となっている。なお、ガードは「背後方向」に入力をすることで行えるため、敵との位置関係を意識する必要はない。
また、同じチーム内であっても攻撃がヒットする（ただし、2対1の場合を除きダメージは全く無い）ので、チーム内での連携が重要。
Xbox版のみ、Xbox Liveによる通信対戦、通信協力プレイが可能。
バグ
- 相手チーム側を2人同時にKOすると、1つのソウルを使って2人が復活する（アーケードのみ）。
- キャラクター選択時、別のキャラクターのカラーを読み込んでしまう（PS2版のみ）。

その他イスカのみの仕様
- 一撃必殺技が存在しない。
- 相手が画面端に張り付いていても、ジャンプで飛び越えただけで画面端を取れる。
- 一度に最大4人のキャラを同時に動かすため、一部キャラクターのグラフィックの解像度が落ちている。
- コンボカウントが自キャラクターが連続攻撃を入れた回数ではなく、自キャラクターが連続で何発攻撃を受けているかがカウントされる。
- 階級奪取システムの導入。
- フォルトレスディフェンス使用中のテンションゲージ減少速度が速い。
- ジョニーのグリター イズ ゴールドの残量はKOされてもリセットされない。
- 挑発、敬意の廃止。
- コンティニュー時のタイムが本作のみ20秒。
- 『XX』シリーズでは使用されていなかったグレッグ・ペインの声が使用されている。「GOOD LUCK」など。

## 登場キャラクター
- ソル＝バッドガイ
- カイ＝キスク
- メイ
- ミリア＝レイジ
- エディ
- ポチョムキン
- チップ＝ザナフ
- ファウスト
- 梅喧
- 蔵土縁紗夢
- ジョニー
- アクセル＝ロウ
- 御津闇慈
- ヴェノム
- テスタメント
- ディズィー
- スレイヤー
- イノ
- ザッパ
- ブリジット
- アバ（家庭用で追加）
- ロボカイ（家庭用で追加）
- ロボカイII（家庭用で追加）
- レオパルドン
- ZAKO-DAN
  - ザコA(ZAKO　Ａ)　
  - ザコB(ZAKO　Ｂ)　
  - ザコC(ZAKO　Ｃ)

## 外部サイト
- アーケード版公式サイト